# Helicopsyche napoa
Helicopsyche napoa là một loài Trichoptera trong họ Helicopsychidae. Chúng phân bố ở vùng Tân nhiệt đới.